# 佐州屋金蔵
佐州屋 金蔵（さしゅうや きんぞう、生没年不詳）は、幕末の商人。
江戸で古物商を営んでおり、西洋からの舶来品も扱っていた。
安政4年（1857年）西洋拵えの懐中時計2つを帯同して夜道を歩いていた所、酒席の帰りであった剣術道場・士学館の門人であった田那村作八と接触し、作八に難癖を付けられたために時計を置き捨てて逃亡した。その後、「土佐藩士・やまもとかくま」名義で時計が知人の古物商に転売されており、「やまもとかくま」が土佐藩士で事件当時田那村と同行していた山本数馬の聞き違えと判明する。当時、土佐藩邸で山本らの面倒を見ていた武市瑞山らの仲介により時計は返却されたため金蔵は数馬や土佐藩を特段咎め立てしなかった。この際、瑞山は金蔵の人柄を絶賛している。

## 関連作品
テレビドラマ
- 『龍馬伝』（NHK大河ドラマ、演：剣持直明）